# Jacques Spacagna
 (janvier 2019).
Si vous disposez d'ouvrages ou d'articles de référence ou si vous connaissez des sites web de qualité traitant du thème abordé ici, merci de compléter l'article en donnant les références utiles à sa vérifiabilité et en les liant à la section « Notes et références ».
Jacques Spacagna (24 janvier 1936 à Paris - 8 septembre 1990)  est un peintre et poète qui adhéra au mouvement  lettriste de 1959 à 1972 et en fut l'un des principaux représentants à travers de nombreuses peintures de signes (appelées hypergraphies), développant un style baroque quasi psychédélique à l'aide de micro-signes.

## Biographie
En 1953, Jacques Spacagna écrit son premier manuscrit, resté inédit : Le voyage en itox, et publie Pourquoi je suis externiste dans la revue Le soulèvement de la Jeunesse no 7 (qui a également édité le tout premier texte de Yves Klein). Il réalise également ses premières œuvres figuratives. En 1954, il rencontre Raymond Hains et Jacques Villeglé.L'année suivante, il est filmé par Orson Welles récitant un poème lettriste d’Isidore Isou avec Maurice Lemaître et Isou à la Librairie Fischbascher, dans le cadre d'une série documentaire pour la télévision britannique. En 1957 et 1958, il est soldat en Algérie. Jacques Spacagna rencontre en 1959 sa première femme, Aude Jessemin.Henri Chopin publie ses premiers poèmes dans la revue Cinquième Saison, ancêtre de la revue "OU".
En 1961, première exposition : Autres Rives à la galerie Le Soleil dans la tête. Premières œuvres lettristes, à la Galerie Weiller avec Isou, Pomerand, Wolman et Lemaître. Premier récital public de ses poésies lettristes au Musée d’Art Moderne, Paris. Premier poème lettriste édité par Maurice Lemaître dans la revue "Poésie Nouvelle". En 1963, exposition collective La lettre et le signe dans la peinture contemporaine, Galerie Valérie Schmidt, Paris. Maurice Lemaître lui dédie une sculpture : Menhir pour Spacagna, actuellement au Centre Pompidou. À partir de l'année suivante, et tout au long de l'année 1965, collaboration intense avec Roberto Altmann avec lequel il fonde la revue Ô, ainsi qu’avec Roland Sabatier pour la revue CRL. Début de nombreuses réalisations bibliophiliques suscitées par le libraire Jean Petithory, avec Aude Jessemin, Roberto Altmann, Alain Satié... 
Publication de sa nouvelle hypergraphique Epipopimal épopée au sein de la revue Ô (rééditée chez Derrière la salle de bains en 2009).
En 1966, Spacagna commence à peindre des hypergraphies avec des laques et encres or et argent d’une grande beauté, auxquelles son œuvre est encore associée aujourd’hui. En 1967, il obtient sa première grande exposition personnelle à la Galerie Stadler, introduite par Michel Tapié. Collaboration avec Pierre Henry pour les phonèmes de la Messe de Liverpool. Il est par ailleurs lauréat de la Cinquième Biennale de Paris. Il s'établit comme bouquiniste sur les quais de Paris avec Aude Jessemin, quai Montebello.
De 1968 à 1970, il réalise les fresques du lycée de Rueil-Malmaison, commande. En 1968 se sépare de Aude Jessemin.
En 1969, rencontre Myriam Darrell, celle qui deviendra son épouse en secondes noces…  Myriam Darrell, rentre dans le mouvement lettriste en 1969 et partage avec lui les boites de bouquiniste, ils s'établissent comme bouquinistes quai de Conti. Ils eurent un fils Guillaume Spacagna en 1973. À partir de 1970, ils réalisent ensemble des livres de poésies et gravures. 
En 1972, Jacques Spacagna quitte le groupe Lettriste. Son style devient plus figuratif. L'année suivante, il expose à la Librairie-Galerie Kieffer, sa première exposition personnelle depuis 6 ans. Il retrouve Wolman et François Dufrêne pour l’enregistrement historique du film sans pellicule de Dufrêne : Tambours du jugement premier qui sera diffusé à l’atelier de création radiophonique. Le 15 juillet, naissance de Guillaume, fils de Jacques et de son épouse Myriam Darrell. De 1977 à 1978, il réalise des livres avec François Letailleur, à qui il confiera en 1982 la salle consacrée à La Lettre et le Signe au Salon Comparaisons, qu’il animait depuis 15 années.
En 1980 divorce avec Myriam Darrell.
En 1983, son amie Hélène décède, alors qu'il revoit Sylviane Gratio. Cette période marque probablement le début de son cancer de la gorge, qui le rendra progressivement aphone. En 1988, l’exposition Le demi-siècle Lettriste organisée par Letailleur à la Galerie 1900/2000 réintègre Spacagna dans le lettrisme et lui permet de rencontrer son dernier collectionneur et éditeur, Francesco Conz. En mars 1989, à Paris, Jacques Spacagna rencontre Paula (Martine Lescarret) avec laquelle il entretiendra une importante correspondance jusqu’en 1990. Toujours en 1989, il fait plusieurs voyages à Vérone, sur l’invitation de Conz et réalise pour lui le premier piano lettriste, plusieurs sérigraphies sur toile rehaussées ainsi que des livres uniques.
En 1990, Jacques Spacagna réalise sa dernière exposition personnelle à la galerie Le Chaînon manquant de Paris. Il meurt un mois après la fin de celle-ci, en septembre, et repose au columbarium du cimetière du Père-Lachaise.